# Інґвар Феодор Кампрад
Феодор Інґвар Кампрад (швед. Feodor Ingvar Kamprad; 30 березня 1926 — 27 січня 2018) — шведський підприємець, засновник міжнародної приватної компанії IKEA, що займається виробництвом та продажем меблів та речей для дому.

## Життєпис
Інґвар Кампрад народився 30 березня 1926 року. 
Перші спроби займатися підприємництвом Кампрад робив в дитинстві. З 5 до 6 років, він продавав сусідам сірники зі свого велосипеда, які купував оптом у Стокгольмі. Від сірників він розширив діяльність на торгівлю рибою, різдвяними прикрасами для ялинок, насінням, а потім кульковими ручками та олівцями. 
Інґвар заснував підприємство, яке згодом стало компанією IKEA, коли йому було 17 років, на гроші отримані в подарунок від батька. Компанія була заснована 15 липня 1943 року. Вона займалася продажем канцелярії, яку на замовлення відсилали поштою. У 1947 році в асортименті з'явилися меблі. Назва компанії є акронімом, що складається із перших літер імені засновника (Інґвар Кампрад), назви сімейної ферми, де він народився (Elmtaryd), та прилеглого села (Agunnaryd). Кампрад визнав, що його дислексія відіграла важливу роль у внутрішній роботі компанії. Наприклад, співзвучні шведській мові назви фурнітури, що продаються у IKEA, спочатку були придумані Кампрадом, бо йому було тяжко запам'ятовувати цифрові шифри для складів. 
Перший каталог IKEA з'явився у 1951 році. Через два роки Кампрад купив столярну фабрику в Ельмгульті і перетворив її на виставковий зал для меблів. Перший магазин IKEA відкрився в 1958 році в Ельмгульті. У 1965 році магазин був відкритий в передмісті Стокгольма. Дизайн магазину був натхненний музеєм Соломона Р. Гуггенхайма в Нью-Йорку.
Коли Кампрад ввів абсолютно нові і більш ефективні методи в торгівлі меблями, він піддавався впливу бойкотів постачальників і меблевих ярмарків. Тому він був змушений шукати постачальників за кордоном, що і заклало фундамент низьких цін на продукцію компанії.
З 1988 року Кампрад більше не мав оперативної ролі в компанії, але продовжував робити внесок в бізнес радником та інспектором.
У червні 2013 року Кампрад подав у відставку з ради директорів Inter Ikea Holding SA, а його молодший син Матіас Кампрад замінив Пера Лудвігссона як голова Холдингової компанії. Матіас і його два старших брати, які також мають керівні ролі в IKEA, працюють над загальним баченням корпорації і довгостроковій стратегії.
Історію свого життя Кампрад описав у книзі «Leading by Design: The IKEA Story» (укр. Історія IKEA. Бренд, що закохав у себе світ) у співавторстві з журналістом Бертілем Торекулом. В книзі згадано багато моментів із особистого життя — про дитинство Кампрада, мрію стати «новим Крюгером», невдачі, перемоги, любов, зради, печалі і алкогольні проблеми. Першою книгою Кампрада був «Заповіт дилера меблів», написана в 1976 році, де він окреслив свою філософію ощадливості та простоти.
У 1994 році були оприлюднені особисті листи шведського фашиста Пера Енгдала, з яких посмертно стало відомо, що Кампрад приєднався до профашистського Нового шведського руху («Nysvenska Rörelsen») Енгдала у 1942 році, у віці 16 років
.

## Статки
Журнал Forbes оцінював статки Кампарда у 3 млрд. доларів США (станом на березень 2012 року). Він займає 377 місце у списку найбагатших людей світу і 6-е у Швеції. У березні 2007 року його статки оцінювались 33 млрд доларів.